# Clairo
Claire Elizabeth Cottrill, mer känd under artistnamnet Clairo, född 18 augusti 1998 i Atlanta i Georgia och uppvuxen i Carlisle i Massachusetts, är en amerikansk singer-songwriter. Hon började lägga ut musik på internet vid 13 års ålder. Hennes musik blandar flera genrer inklusive indiepop, lo-fi, folk, mjukrock, och jazz.
Clairo slog igenom efter att musikvideon för sin lo-fi-singel "Pretty Girl" blev viral 2017. Hon tecknade därefter ett skivkontrakt med Fader, där hon släppte sin debut-EP Diary 001 år 2018. Hennes debutstudioalbum Immunity (2019) blev kritikerrosat och gav upphov till singlarna "Bags" och "Sofia", varav den senare blev hennes första singel på Billboard Hot 100. Cottrills andra studioalbum Sling släpptes 2021. Albumet fick bra kritik och fick kommersiell framgång genom topp 20 på amerikanska Billboard 200.

## Uppväxt
Claire Cottrill föddes i Atlanta i Georgia, men växte upp i Carlisle i Massachusetts. Hon är dotter till marknadsföringschefen Geoff Cottrill. Hon tog gitarrlektioner när hon var 13 men slutade på grund av en rädsla att för mycket teknisk musikkunskap skulle leda till att musiken kändes mindre fri, och valde istället att lära sig själv via Youtube. År 2017 började Clairo på Syracuse University, men hoppade senare av för att satsa på musikkarriären.

## Karriär

### 2011–2017: Karriärstart
Cottrill började spela in covers vid 13 års ålder, som hon ofta framförde på lokala företag. Hon kontaktades av MTV för att spela in en låt som skulle användas som bakgrundsmusik för en av deras serier, men låten användes aldrig. Under pseudonymerna Clairo och DJ Baby Benz började hon lägga ut musik på Bandcamp medan hon gick på Concord-Carlisle High School samt lägga ut covers och låtar samt DJ-mixar av rapmusik på SoundCloud. Hon hade även en YouTube-kanal där hon lade upp covers och kortfilmer. 2015 självsläppte Clairo sitt första längre album/EP Metal Heart på Bandcamp, som hon beskrev som "huvudsakligen fokuserat på känslor från dåtiden, nutiden och framtiden". Albumet räknas dock ofta bort angående vad som är Clairos debut-EP.
Clairos genombrott kom i slutet av 2017 när videon till hennes låt "Pretty Girl" blev viral på YouTube. Låten spelades in för en indierocksamling som stödde Transgender Law Center. Hon spelade in spåret "med hjälp av resurserna runt mig som var ganska dåliga. Jag använde typ ett litet tangentbord som jag hade och jag var verkligen inne på 80-talets popmusik - min mamma är besatt av det - så det inspirerade mig lite till att göra något sådant." Det var inte hennes avsikt att skapa en hitlåt och tillskriver intresset för videon till YouTubes algoritmsystem. Videon blev populär på vaporwave-centrerade Facebook-grupper. "Pretty Girl" hade fått över 15 miljoner visningar på YouTube 2018. Joe Coscarelli från The New York Times skrev att verket: "överbryggar båda världarna och bygger på den mysiga, diskreta sovrumspoppen 'Pretty Girl' och 'Flamin Hot Cheetos' mot starkare nummer såsom '4EVER' och 'B.O.M.D.'". En annan video som hade laddats upp till YouTube en månad tidigare, "Flamin Hot Cheetos", fick 3 miljoner visningar i juli 2018. Framgången med "Pretty Girl" ledde till intresse från stora skivbolag som Capitol, RCA och Columbia. Jon Cohen, medgrundare av The Fader, signerade Clairo till tidningens tillhörande skivbolag med ett 12-låtars skivkontrakt och presenterade henne för Pat Corcoran, manager för Chance the Rapper. Hon blev kund hos talangbyrån Haight Brand mot slutet av 2017.

### 2018–2019: Vidare genombrott ochImmunity
Den 25 maj 2018 släpptes, genom Fader, Clairos debutskiva Diary 001. I sin recension för Pitchfork skrev Fader-bidragsgivaren Sasha Geffen att EP:n borde få slut på "legionerna av naysayers som avfärdade henne som en 'one-hit-wonder' eller en 'industry-plant'". Samma månad tillkännagav hon en turné genom Nordamerika och öppnade för Dua Lipa. Hennes föreställning i juli på Bowery Ballroom i New York blev slutsåld. I oktober 2018 uppträdde hon på Lollapalooza. Hon uppträdde sedan på Coachella 2019.

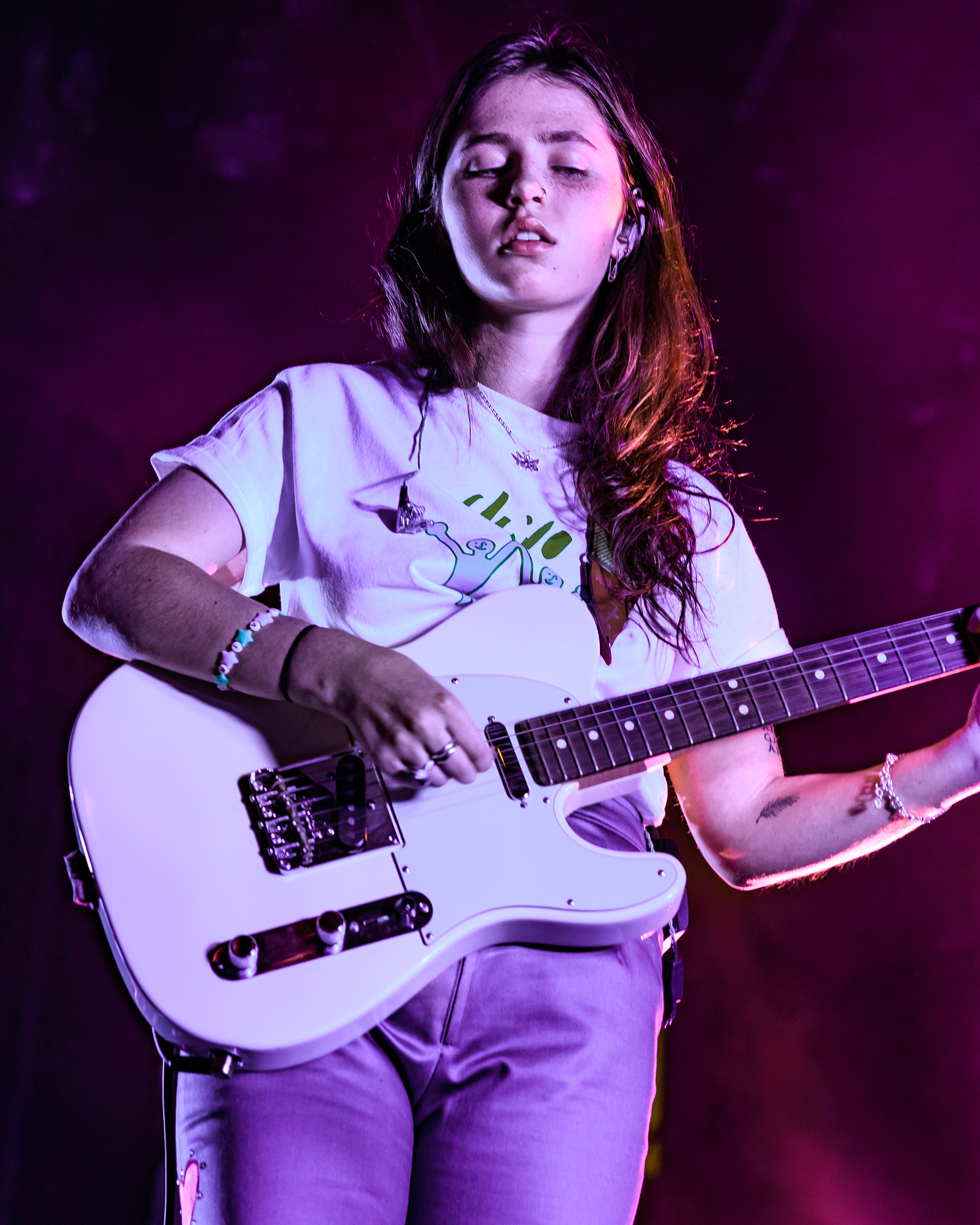
Clairo på El Rey Theatre i april 2019.

Den 24 maj 2019 släppte Clairo singeln "Bags", och tillkännagav sitt debutalbum Immunity som släpptes den 2 augusti samma år. Albumet producerades i samarbete med musikproducenten och tidigare Vampire Weekend-medlemmen Rostam Batmanglij. Hon släppte ytterligare två singlar från albumet; "Closer to You" och "Sofia". Efter albumets kommersiella framgång utsåg Apple Music Clairo till en Up Next-artist i augusti 2019. Clairo debuterade i tv med "I Wouldn't Ask You" på Jimmy Kimmel Live! i september 2019, innan "Bags" framfördes på The Ellen DeGeneres Show några dagar senare. I december 2019 vann Clairo Årets popartist vid Boston Music Awards 2019 för andra året i rad, samt Årets album för Immunity. "Bags" fanns med i över 15 kritiklistor som rankade årets bästa låtar inklusive Pitchfork och Pastes listor över decenniets bästa låtar. Immunity ingick i över 10 kritikers listor vid slutet av året, inklusive The Guardian, Pitchfork, Billboard och Los Angeles Times. Från 2019 var Mike Ahern och Jimmy Bui Clairos manager.

### 2020–2023: Musikalisk utveckling ochSling
I april 2020 avslöjade Clairo att hon hade börjat arbeta på sitt andra album via en tweet av en skärmdump av en spellista med titeln 'Album 2 (demos so far)'. I oktober samma år bildade Clairo bandet Shelly med indiepopartisten Claud och Josh Mehling och Noa Frances Getzug. Gruppen släppte två låtar, "Steeeam" och "Natural", den 30 oktober 2020. Den 11 juni 2021 släppte Clairo "Blouse", den första singeln från sitt andra album Sling, som offentliggjordes samma dag. Albumet släpptes den 16 juli samma år. Istället för poprockiga inslag innehöll Sling lugnare folkpop med inslag av jazz och piano, och är enligt Clairo själv en stor skillnad från sitt förra album Immunity. Albumet producerades vid Allaire Studios tillsammans med The Bleachers frontman Jack Antonoff och innehöll även körsång av Lorde på två av låtarna. Albumet fick positiv kritik, särskilt för hennes musikaliska utveckling i jämförelse med föregående album, där bland andra Jem Aswad från Variety sade "I 'Sling' tar den här unga artisten en oväntad men välkommen vändning mot en ny stil", och Rhian Daly från NME sammanfattade albumet med "Både musikaliskt och textmässigt är detta Clairo som gör det hon gör bäst".
Under 2023 uppträdde Clairo som förband till Boygenius under den första upplagan av Re:SET Concert Series. I maj, efter att ha medverkat på remixer av Phoenix och Beabadoobee, släppte hon EP:n Live at Electric Lady, som innehåller nya versioner av låtar från hennes två första album. Hon släppte också två välgörenhetssinglar på Bandcamp: "For Now" där alla intäkter gick till Everytown for Gun Safety och For The Gworls, och "Lavender" där intäkterna gick till Läkare utan gränser under Israel–Hamas-kriget.

### 2024–nutid:Charm

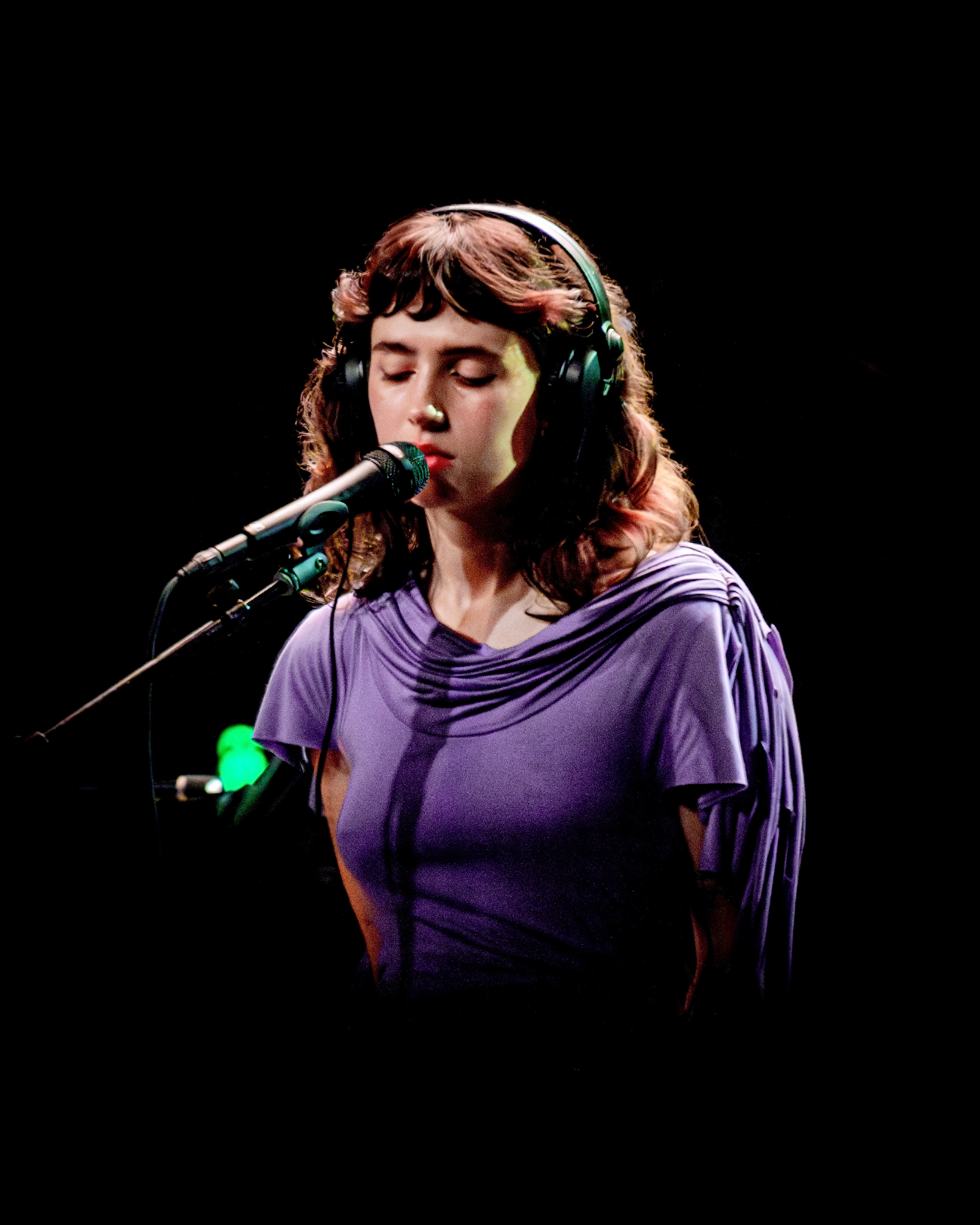
Clairo uppträder vid Fonda Theatre i Los Angeles, 2024

I Januari 2024 antydde Clairo via instagram på ett möjligt musiksläpp senare under året. Detta blev officiellt den 23 maj när hon släppte singeln "Sexy to Someone" och meddelade att nästa album Charm skulle släppas den 12 juli. En andra singel från albumet, "Nomad", släpptes den 18 juni och meddelades vara den sista singeln innan albumet släpptes. Den 12 juli, samma dag som albumet släpptes, uppträdde Clairo på The Tonight Show Starring Jimmy Fallon med låten "Juna" från albumet. Samma dag tillkännagavs även datum för hennes nordamerikanska turné, med singer-songwritern Alice Phoebe Lou som förband. Den 4 augusti släpptes musikvideon för "Juna" med ett wrestling-tema och var hennes första musikvideo på 6 år.

## Artisteri
Clairo erinrade om att Shins' Wincing the Night Away var "det första albumet som jag verkligen nördade över" och angav det som sin inspiration för att göra musik. Baserat på att många runt henne sa att en karriär inom musik var osannolik ansåg hon det inte som en trolig framtidsutsikt och musikaliskt "gjorde typ vad jag ville".
Som barn introducerades Clairo till soulmusik och r'n'b av sin pappa och Cocteau Twins av sin mamma, och uppger att hennes föräldrars musiksmak har haft ett stort inflytande på henne. Clairo sade att hon som ung föredrog The Chicks.
Sling har jämförts med Taylor Swifts Folklore då Jack Antonoff varit producent vid båda album.
Hennes musik har ofta beskrivits som bedroom pop, något som hon 2017 hade en hatkärlek till då hon både var glad för den gemenskap som fanns inom genren men att termen kändes begränsande.

## Privatliv
Clairo fick diagnosen barnreumatisk ledsjukdom vid 17 års ålder. Hon kom ut som bisexuell på Twitter i maj 2018. I en intervju förklarade hon att hennes vänner på college hjälpte henne att komma ut eftersom de var öppet homosexuella och hon inspirerades av "deras förtroende och deras vilja att avslöjas". Clairo har även gått ut med att hon lider av ångest och depression, och att det ständiga turnerandet tidvis har förvärrat både hennes psykiska och fysiska tillstånd.
Efter framgången med "Pretty Girl" började sociala medieanvändare (speciellt på Reddit) hävda att Clairo var en "industry plant" som fått sin framgång genom sin fars nepotism. Hon förnekade först påståendena och hänvisade till dem som sexistiska. Skribenter för The Guardian och The Ringer uppgav dock att hennes fars kontakter underlättade hennes skivkontrakt. 2021 erkände Clairo i en intervju med Rolling Stone att hon förstod folks förakt och att skivkontraktet definitivt hade underlättats på grund av  hennes fars relation med Fader, men att hon gjorde det under en sårbar tid där det kändes säkert att skriva kontrakt med någon hon kände, och att hon inte anser att det var felaktigt agerat.
2021 köpte Clairo en egendom på landsbygden i Massachusetts, inspirerat av hennes tid vid Allaire Studios under produktionen av Sling, som är en "gömd studio" belägen på en bergstopp i New York. Enligt Clairo har hon längtat efter avskildhet och har för avsikt att använda egendomen som studio.
En av låtarna på Sling är uppkallad efter hennes hund "Joanie", som även är med på albumets omslag.

## Diskografi

### Album
- Immunity (2019)
- Sling (2021)
- Charm (2024)

### EP
- Metal Heart (2015)
- Diary 001 (2018)
- Live at Electric Lady (2023)

## Utmärkelser och nomineringar
| År   | Organisation             | Kategori                     | Verk      | Resultat  | Ref.          |
| ---- | ------------------------ | ---------------------------- | --------- | --------- | ------------- |
| 2018 | Boston Music Awards      | Årets artist                 | Clairo    | Nominerad | [ 56 ] [ 57 ] |
| 2018 | Boston Music Awards      | Årets popartist              | Clairo    | Vann      | [ 56 ] [ 57 ] |
| 2018 | Boston Music Awards      | Årets album/EP               | Diary 001 | Nominerad | [ 56 ] [ 57 ] |
| 2019 | Boston Music Awards      | Årets artist                 | Clairo    | Nominerad | [ 58 ] [ 59 ] |
| 2019 | Boston Music Awards      | Årets popartist              | Clairo    | Vann      | [ 58 ] [ 59 ] |
| 2019 | Boston Music Awards      | Årets album                  | Immunity  | Vann      | [ 58 ] [ 59 ] |
| 2019 | Boston Music Awards      | Årets sång                   | "Bags"    | Nominerad | [ 58 ] [ 59 ] |
| 2019 | BBC!                     | Årets hetaste skiva          | "Bags"    | Femte     | [ 60 ]        |
| 2020 | NME Awards               | Världens bästa låt           | "Bags"    | Nominerad | [ 61 ]        |
| 2020 | NME Awards               | Världens bästa nya akt       | Clairo    | Vann      | [ 61 ]        |
| 2022 | iHeartRadio Music Awards | Bästa nya alternativa artist | Clairo    | Nominerad |               |